# Toons Mag
Toons Mag ist ein Online-Magazin für Zeichnungen, dass Illustrationen, Karikaturen, Comicstrips und Animationen veröffentlicht. Es ist eine mehrsprachige und internationale Veröffentlichungsplattform für Comics, politische und satirische Karikaturen, sowie Pressezeichnungen, die von Arifur Rahman herausgegeben werden.

## Hintergrund
Im Zuge der Veröffentlichung einer harmlosen Zeichnung in einer regelmäßigen Ausgabe einer nationalen Zeitung in Bangladesch im Jahre 2017 wurden Arifur Rahmans Zeichnungen verboten und zensiert. Nach der Veröffentlichung wurde er gefoltert und für sechs Monate und drei Tage eingesperrt. Nachdem er 2008 das Gefängnis verlassen durfte, wagte es keine Zeitung mehr, seine Zeichnungen zu drucken. Er wollte sie an die Öffentlichkeit bringen und entschied sich deshalb dafür, ein eigenes Zeichenmagazin herauszubringen. Allerdings reichte das Geld nicht für den Druck. Aus diesem Grund gestaltete Arifur Rahman 2009 eine Webseite für die Veröffentlichung von Zeichnungen, Comics und Animationen mit dem Namen „Toons Mag“. Ziel ist es, Meinungsfreiheit und Offenheit zu unterstützen und ein internationales Netzwerk von Zeichnern aufzubauen.

### Preise
Den Preis The BOBs für die Klasse „beste Online-Aktivisten“ gewann das Toons Mag im Jahre 2015 mit Bengali. Konkurrenz machte die internationale Rundfunkgesellschaft Deutsche Welle.

## Comicwettbewerbe und Ausstellungen
Seit 2015 organisiert das „Toons Mag“ in Zusammenarbeit mit dem Avistegnernes Hus jedes Jahr internationale Karikaturwettbewerbe und Ausstellungen.

### 2015 ein Kind im Krieg
So hieß eine internationale Wanderausstellung mit Fokus auf die Situation von Kindern in Kriegs- und Konfliktgebieten, wie z. B. in Syrien, im Jemen, Afghanistan, Irak usw. 128 Zeichner aus 51 Ländern trugen mit ihren Zeichnungen zur Ausstellung bei. Eröffnet wurde die Ausstellung vom Bischof Atle Sommerfeldt vom Bistum Borg, Norwegen im Avistegnernes Hus in Drøbak. Anschließend wanderte sie nach Oslo, Nesodden, Bergen, Stavanger, Haugesund, Kristiansand und Norrköping in Schweden. Das Projekt wurde von der norwegischen Stiftung für Meinungsfreiheit und freie Presse Fritt Ord unterstützt.

### 2016 Die Rechte der Frauen
2016 wurde ein internationaler Zeichenwettbewerb und eine Ausstellung zum Thema Frauenrechte organisiert. 567 Illustratoren aus 79 Ländern nahmen am Wettbewerb teil und eine Auswahl von 120 Zeichnungen wurden in der Ausstellung gezeigt. Diese wurde von der norwegischen Illustratorin Siri Dokken am internationalen Frauentag im Avistegnernes Hus eröffnet.
Die Indien Ausstellung wurde am Indian Institut of the cartoonist gallery Bangalore und in Agra, Uttar Pradesh Indien eröffnet. Diese Ausstellungen wurden am selben Tag eröffnet. Danach wurde sie in Kristiansand, Norwegen und in Presov in der Slowakei gezeigt. Bei der Ausstellung arbeiteten das Avistegnernes Hus, das Indian Institut of Cartoonist und Bren Snising, Slowakei zusammen. Das Projekt wurde unterstützt vom Fritt Ord, dem EEA find und der Slowakischen Republik. Von 567 Teilnehmern haben 12 Preise und Auszeichnungen gewonnen.

### 2017/18 Meinungsfreiheit
Ein gemeinsames Projekt vom „Toons Mag“ und dem Avistegnernes Hus. Die Ausstellung gab es in drei verschiedenen Ländern; Norwegen, Indien und der Slowakei. Die Ausstellung des Avistegnernes Hus wurde vom Schriftsteller Per Edgard Kokkvold eröffnet. Sie war auch ein Teil des norwegischen Literaturfestivals in Lillehammer. Dort wurde sie von Roar Hagen und Moddi Knutsen eröffnet. In Oslo fand die Ausstellung in der Botschaft der Slowakei statt. In Bangalore beim Indian Institute of Cartoonist und in der Slowakei wurde sie in Presov und Kosice ausgestellt. I Slovakia ble utstillingen stilt ut i Presov og Kosice. Til slutt ble utstillingen stilt ut i Eidvall. Zum Ende wanderte die Ausstellung nach Eidvall. Von 518 Teilnehmern gewannen 12 Preise und Auszeichnungen. Das Projekt wurde wieder vom Fritt Ord unterstützt.